# Vaucouleurs
Vaucouleurs ist eine französische Stadt mit 1916 Einwohnern (Stand 1. Januar 2022) im Département Meuse in der Region Grand Est (bis 2015 Lothringen). Sie gehört zum Arrondissement Commercy und zum Kanton Vaucouleurs. Der Name stammt vom lateinischen Vallis Colorum, die Einwohner des Ortes nennen sich Valcolorois.

## Geographie
Vaucouleurs liegt am linken Ufer der Maas, etwa 20 Kilometer südwestlich von Toul.

## Geschichte
Die Place de Tusey im Stadtzentrum sowie die Fonderie de Tusey erinnern heute noch an die karolingische Königspfalz Tus(s)iaco villa, den König Karl der Kahle 859 erwähnte (D_Charles_II, 205ff.), in dem 860 etwa 50 Bischöfe aus drei westfränkischen Teilreichen zu einer Synode zusammenkamen (Regesta Imperii I, 3,4, 2528), in dem sich 865 die Könige Ludwig der Deutsche und Karl der Kahle trafen (Reg.Imp. I, 1457b) und in dem Kaiser Otto I. im Jahr 947 actum Tuzzaha mehreren Herren Besitzungen bestätigte (DOI 092).
Die jüngere Kernstadt Vaucouleurs war als Grenzstadt Lothringens im späteren Mittelalter Einflüssen seitens der französischen Könige ausgesetzt. Graf Odo II. von Blois ließ hier erstmals eine Burg bauen, die aber 1023 von Herzog Dietrich I. von Lothringen auf Weisung Kaiser Heinrichs II. des Heiligen zerstört wurde. Danach bemächtigten sich die Herren von Joinville aus der Champagne des Ortes und bauten ihrerseits eine Burg. Roger de Joinville errichtete im Auftrag König Ludwigs VI. eine Ringmauer, die im Verlauf des Mittelalters mit 17 Türmen und 4 Toren versehen wurde.
Bei Maxey-sur-Vaise, vier Kilometer südlich von Vaucouleurs, trafen sich am 14. Februar 1171 König Ludwig VII. von Frankreich und Kaiser Friedrich I. Barbarossa, um dort die durch das morgenländische Schisma ausgelösten Spannungen zwischen beiden Reichen zu entschärfen und um ein gemeinsames Vorgehen gegen die marodierenden Brabanzonen zu beschließen. Friedrich II. besiegelte hier 1212 mit Prinz Ludwig VIII. von Frankreich das französisch-staufische Bündnis gegen Kaiser Otto IV. und König Johann von England.
Eine Urkunde der Herren von Joinville über die Zinsfreiheit aus dem Jahr 1298 ist sehr gut erhalten und wird in der französischen Nationalbibliothek aufbewahrt. Im Jahr 1299 nächtigte König Philipp IV. der Schöne von Frankreich in Vaucouleurs, der sich anschließend am 8. Dezember 1299 auf der Wiese von Quatre-Vaux (östlich der Stadt, bei Rigny-Saint-Martin) mit König Albrecht I. traf. Hier erkannte der römisch-deutsche König eine neue Grenzziehung zwischen beiden Reichen an, wonach Frankreich nun am linken Ufer der Maas, statt wie bisher an der Marne, beginne. Das bedeutete, dass Vaucouleurs faktisch aus dem Verband des Heiligen römischen Reichs herausgelöst und zu Frankreich geschlagen wurde, für das es nun als Grenzstadt zum Reich diente. Zugleich wurde bei diesem Treffen die Ehe zwischen Prinzessin Blanche mit Herzog Rudolf III. von Österreich (Rudolf I. von Böhmen) vereinbart.
Am 16. Dezember 1334 trat Anseau de Joinville die Burg von Vaucouleurs an König Philipp VI. von Frankreich ab, im Tausch für Burgen in der Champagne. Die Krone setzte nun Burgkapitäne in Vaucouleurs ein, die während des Hundertjährigen Krieges ihnen treu blieben. Da das Umland aber vom Herzog von Burgund beherrscht wurde, der ein Bündnispartner Englands war, war die Stadt eine Enklave der königlichen Autorität. Im Juni 1428 konnte die Stadt einer Belagerung der Burgunder widerstehen.
Bekanntheit erlangte Vaucouleurs vor allem durch die französische Nationalheilige Jeanne d’Arc. Diese stammte aus dem südlich benachbarten Domrémy-la-Pucelle und bat erstmals im Mai 1428 bei Kapitän Robert de Baudricourt, als dem einzigen Vertreter Frankreichs in der Umgebung, um eine Audienz, der sie aber schroff abwies. Anfang Februar 1429 bezog Jeanne im Hause Royer ein Quartier und bat erneut erfolglos beim Kapitän um ein Geleit durch das Territorium des feindlichen Burgund. Danach zog Jeanne von Vaucouleurs nach Nancy, wo sie bei Herzog Karl II. von Lothringen vorsprach und diesem bei dieser Gelegenheit riet, seine Mätresse zu verstoßen. Auf der Rückreise besuchte sie die Kirche von Saint-Nicolas-de-Port und kehrte am 12. Februar wieder in Vaucouleurs ein. Noch am selben Tag sagte sie die Niederlage der Franzosen in dem am gleichen Tage ausgetragenen Gefecht von Rouvray („Tag der Heringe“) vor Orléans voraus. Inzwischen hatte Baudricourt eine Nachricht über das Sendungsbewusstsein des Bauernmädchens an den Hof des Dauphin Karl VII. zu Chinon gesandt und unterzog Jeanne anschließend durch einen Priester des Ortes einer Prüfung ihres Glaubens. Nachdem sie diese bestanden hatte, gewährte ihr Baudricourt schließlich das Geleit unter der Führung von Jean de Metz, mit dem Jeanne am 23. Februar 1429 Vaucouleurs durch das französische Tor in Richtung Chinon verließ.
Jeanne d’Arcs Bruder, Jean du Lys, wurde 1457 als Kapitän in Vaucouleurs eingesetzt.
Auf dem Weg nach Domrémy-la-Pucelle hielt sich der Kriegsjournalist und Dichter Theodor Fontane am 5. Oktober 1870 zwei Stunden in Vaucouleurs auf. Er recherchierte in Frankreich für sein drittes Kriegsbuch (Der Krieg gegen Frankreich 1870/71) und machte einen Abstecher zu den Jeanne-d’Arc-Sehenswürdigkeiten. In Vaucouleurs besichtigte er die Ruine der alten Burg des Burgkapitäns Robert de Baudricourt, die Burgkapelle sowie die Stadtkirche. In seinem Notizbuch hielt er seine Unterwegseindrücke in Zeichnungen und Notizen fest.
Gegen Ende des Ersten Weltkrieges wurde drei Kilometer nordwestlich der Stadt ein provisorischer Flugplatz errichtet.

## Bevölkerungsentwicklung
| Jahr      | 1962 | 1968 | 1975 | 1982 | 1990 | 1999 | 2007 | 2019 |
| Einwohner | 3041 | 2846 | 2554 | 2511 | 2401 | 2293 | 2083 | 1939 |

## Sehenswürdigkeiten
- Kirche Saint-Laurent, erbaut zwischen 1782 und 1785
- Rathaus (Hôtel de ville, Bau: 1847–1848) mit einem Jeanne-d’Arc-Museum
- in Bronze gegossenes Reiterstandbild der Jeanne d’Arc vor dem Rathaus, das zuerst 1951 in Algier und schließlich 1966 in Vaucouleurs aufgestellt wurde
- von der alten Burg noch erhaltene Krypta mit der Kapelle (rekonstruiert 1923), welche eine Marienstatue (gen.: Notre-Dame-des-Voûtes) aus dem XIII. Jahrhundert enthält
- neben der Burgkapelle 1733 neuerrichtetes französisches Tor (Porte de France)

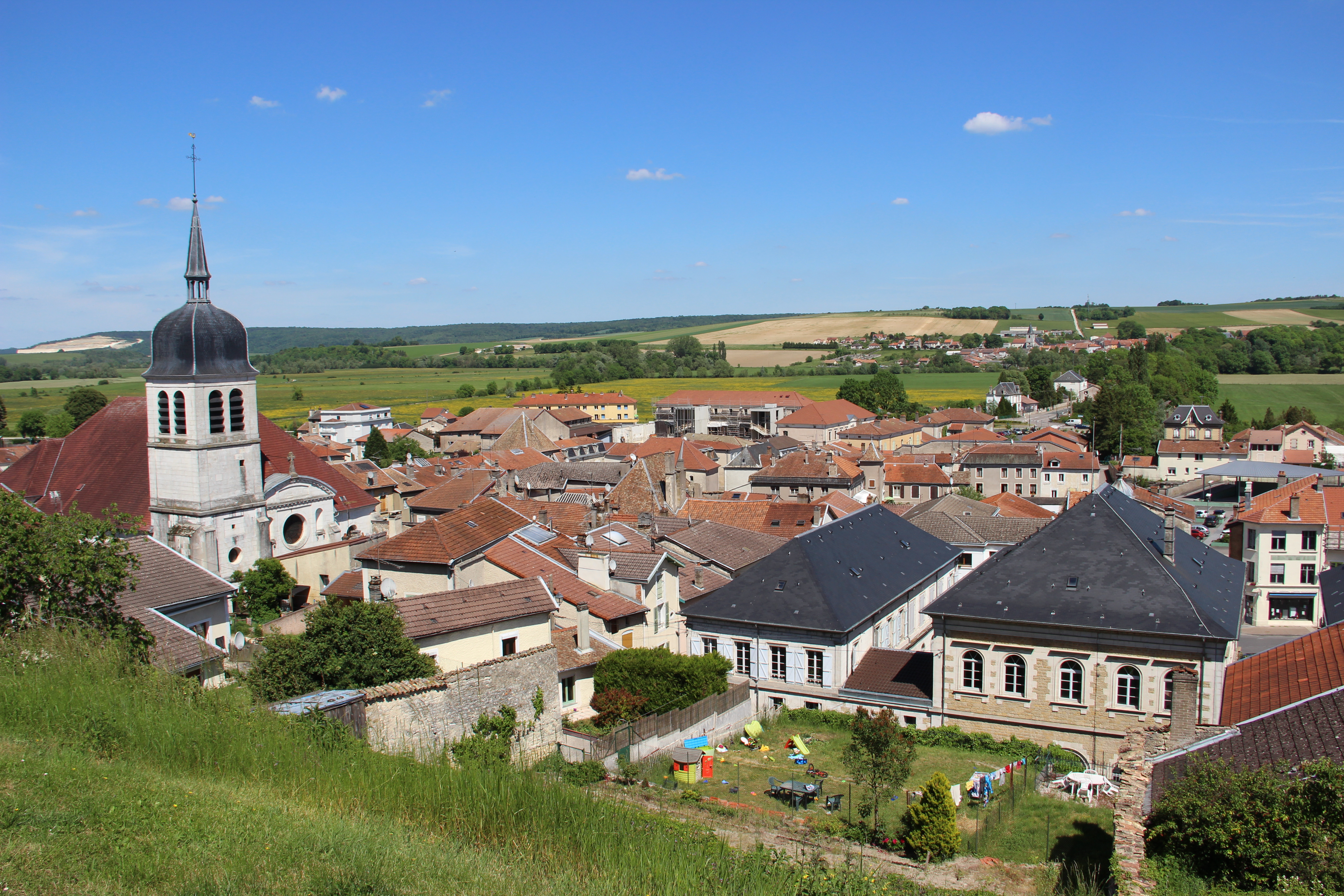
Kirche Saint-Laurent
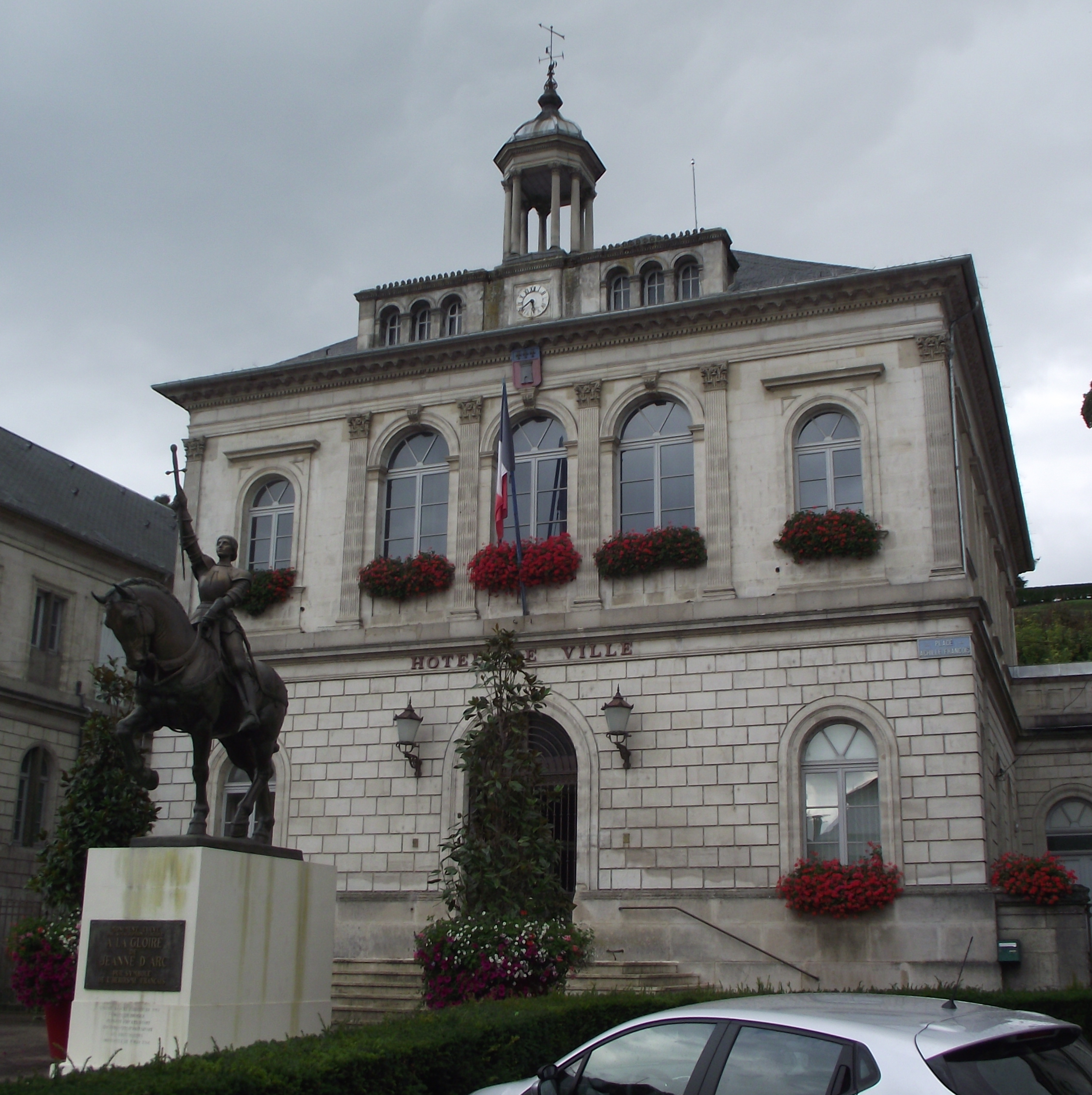
Hôtel de ville Vaucouleurs
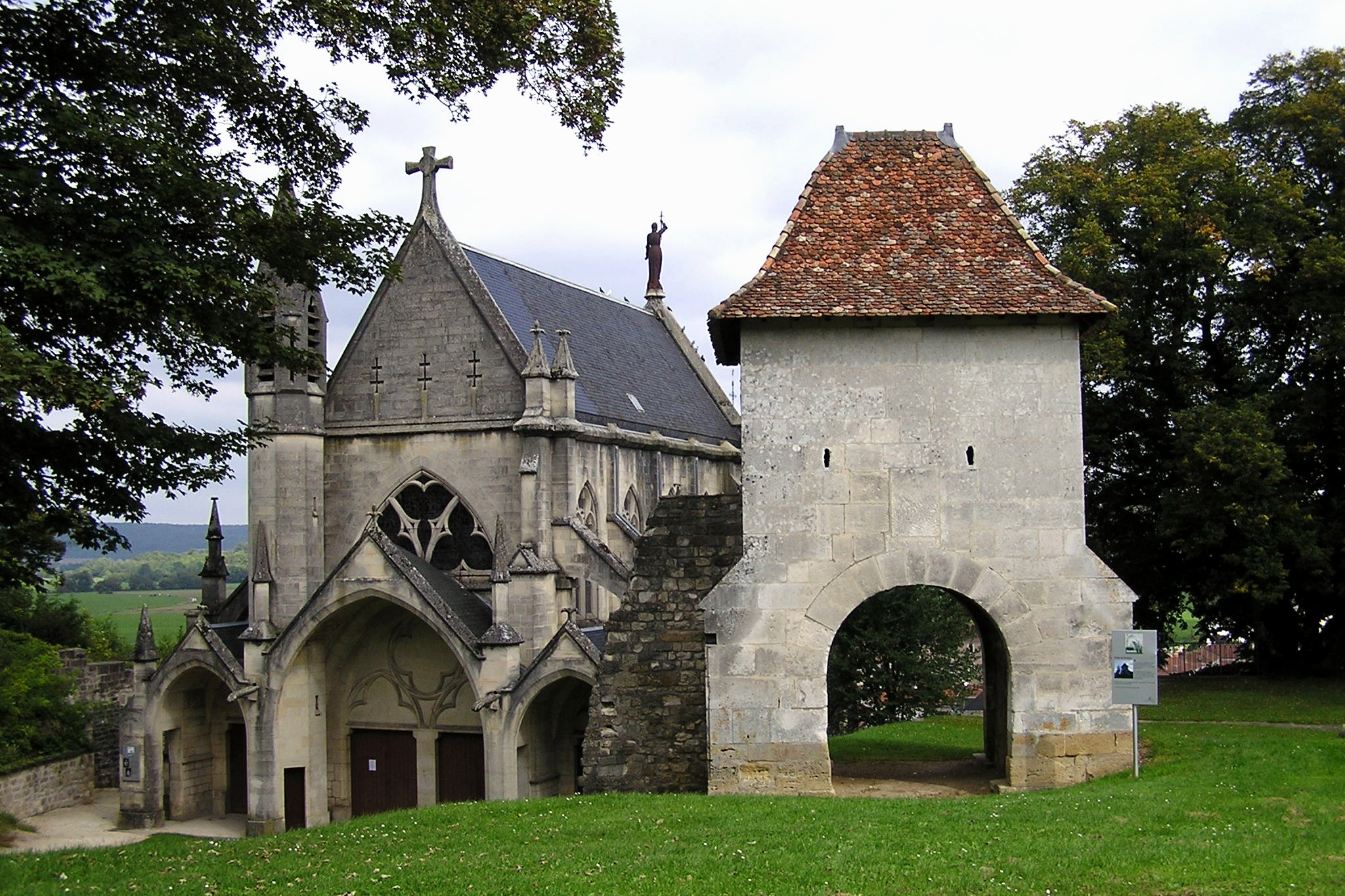
Burgkapelle und das Porte de France
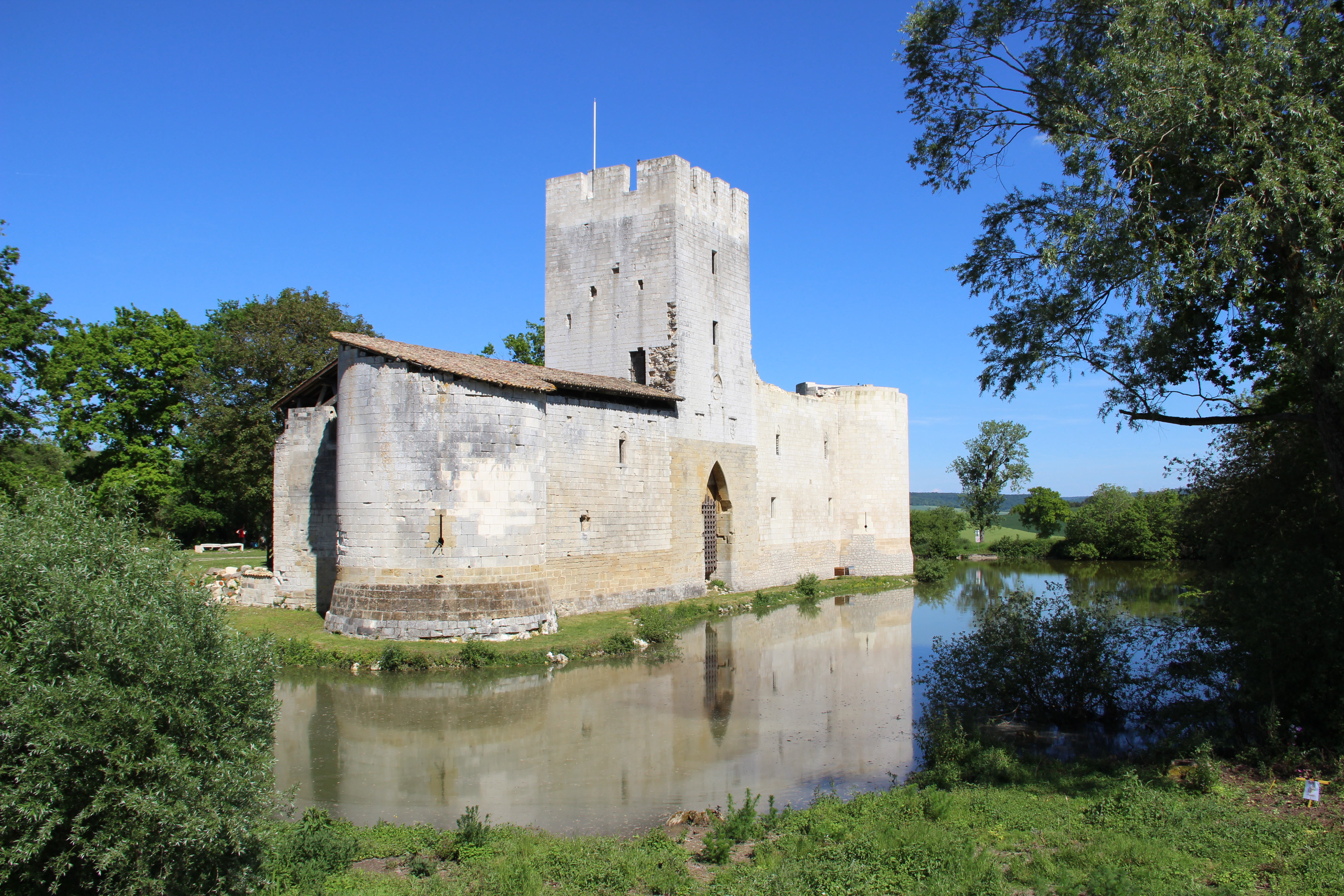
Château de Gombervaux
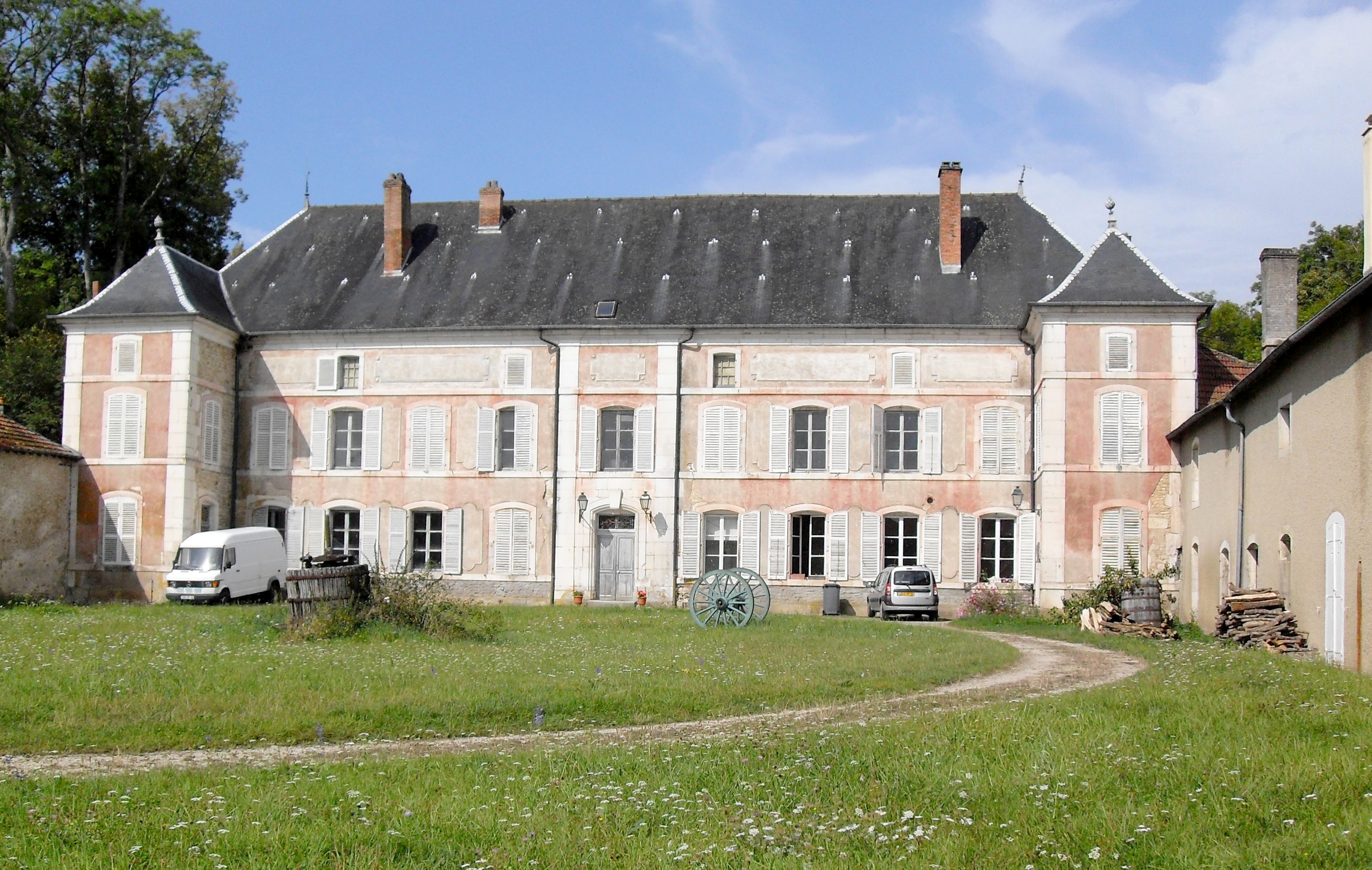
Château de Tusey

## Wirtschaft
Siehe: Fonderies de Vaucouleurs

## Gemeindepartnerschaft
Vaucouleurs pflegt seit 1976 eine Partnerschaft zu Neidenstein in Baden-Württemberg.

## Persönlichkeiten
- Claude Delisle (1644–1720), Geograf und Historiker
- Marie-Jeanne Bécu, comtesse du Barry (1743–1793), war eine Mätresse des französischen Königs Ludwig XV.
- Alexis-Henri-Marie Lépicier (1863–1936), Kurienkardinal
- Eugen Coubillier (1873–1947), Kölner Fotograf

## Belege
1. ↑  La recontre de Vaucouleurs
2. ↑  Theodor Fontane: Notizbuch D6: Kriegsschauplatz 1870. Hrsg. von Gabriele Radecke. Göttingen 2019